# باتريسيو هرنانديز
باتريسيو هرنانديز (بالإسبانية: Patricio Hernández)‏ (مواليد 16 أغسطس 1956) هو لاعب كرة قدم. يلعب مع منتخب الأرجنتين لكرة القدم. سبق له أن لعب في كأس العالم لكرة القدم مع منتخب بلاده.

## روابط خارجية
- باتريسيو هرنانديز على موقع الاتحاد الدولي (مؤرشف)  (الإنجليزية)
- باتريسيو هرنانديز على موقع قاعدة بيانات كرة القدم.إي يو (الإنجليزية)
- باتريسيو هرنانديز على موقع ناشيونال فوتبول تيمز (الإنجليزية)
- باتريسيو هرنانديز على موقع Soccerway.com (الإنجليزية)